# Quận Jackson, North Carolina
Quận Jackson là một quận hạt nằm ở tây nam của tiểu bang Hoa Kỳ Bắc Carolina.  Tại thời điểm năm 2000, quận có dân số 33.121 người, kể từ năm 1913, quận lỵ là Sylva6, thay thế cho Webster.

## History
Quận được lập năm 1852 từ một số khu vực của quận Haywood và quận Macon. Quận được đặt tên theo Andrew Jackson, Tổng thống Hoa Kỳ từ năm 1829 đến 1837,

## Địa lý
Theo Cục điều tra dân số Hoa Kỳ, quận có tổng diện tích 494 dặm Anh vuông (1.281 km²), trong đó, 491 dặm Anh vuông (1.271 km²) là diện tích đất và 4 dặm Anh vuông (10 km²) trong tổng diện tích (0,77%) là diện tích mặt nước.

### Các thị trấn
Quận được chia thành 15 thị trấn: Barker's Creek, Canada, Caney Fork, Cashiers, Cullowhee, Dillsboro, Greens Creek, Hamburg, Mountain, Qualla, River, Savannah, Scotts Creek, Sylva, và Webster. (map) Lưu trữ ngày 27 tháng 11 năm 2010 tại Wayback Machine

### Các quận giáp ranh
- Quận Haywood, Bắc Carolina - Đông bắc
- Quận Transylvania, Bắc Carolina - Đông
- Quận Oconee, Nam Carolina - Nam
- Quận Macon, Bắc Carolina - Tây
- Quận Swain, Bắc Carolina - Tây bắc

### Các khu bảo tồn quốc gia
- Blue Ridge Parkway (một phần)
- Rừng quốc gia Nantahala (một phần)

## Thông tin nhân khẩu
Theo cuộc điều tra dân số2 tiến hành năm 2000, quận này có dân số 33.121 người, 13.191 hộ, và 8.587 gia đình sinh sống trong quận này. Mật độ dân số là 68 người trên mỗi dặm Anh vuông (26/km²). Đã có 19,291 đơn vị nhà ở với một mật độ bình quân là 39 trên mỗi dặm Anh vuông (15/km²).  Cơ cấu chủng tộc của dân cư sinh sống tại quận này gồm 85,68% người da trắng, 1,67% người da đen hoặc người Mỹ gốc Phi, 10,20% người thổ dân châu Mỹ, 0,51% người gốc châu Á, 0,02% người các đảo Thái Bình Dương, 0,55% từ các chủng tộc khác, và 1,38% từ hai hay nhiều chủng tộc.  1,74% dân số là người Hispanic hoặc người Latin thuộc bất cứ chủng tộc nào. 18,5% were of American, 13,7% English, 11,3% người Ireland, 10,5% Người Đức và 9,2% Scots-Irish theo kết quả điều tra dân số năm 2000. 95,3% spoke English, 2,1% Spanish and 1,5% Cherokee as their first language.
Có 13,191 hộ trong đó có 25,50% có con cái dưới tuổi 18 sống chung với họ, 51,40% là những cặp kết hôn sinh sống với nhau, 10,00% có một chủ hộ là nữ không có chồng sống cùng, và 34,90% là không gia đình. 27,00% trong tất cả các hộ gồm các cá nhân và 9,80% có người sinh sống một mình và có độ tuổi 65 tuổi hay già hơn.  Quy mô trung bình của hộ là 2,30 còn quy mô trung bình của gia đình là 2,79,
Phân bố độ tuổi của cư dân sinh sống trong huyện là 19,00% dưới độ tuổi 18, 17,90% từ 18 đến 24, 24,40% từ 25 đến 44, 25,00% từ 45 đến 64, và 13,80% người có độ tuổi 65 tuổi hay già hơn.  Độ tuổi trung bình là 36 tuổi. Cứ mỗi 100 nữ giới thì có 95,40 nam giới. Cứ mỗi 100 nữ giới có độ tuổi 18 và lớn hơn thì, có 93,10 nam giới.
Thu nhập bình quân của một hộ ở quận này là $32.552, và thu nhập bình quân của một gia đình ở quận này là $40,876, Nam giới có thu nhập bình quân $27.738 so với mức thu nhập $22.029 đối với nữ giới. Thu nhập bình quân đầu người của quận là $17.582, Khoảng 9,50% gia đình và 15,10% dân số sống dưới ngưỡng nghèo, bao gồm 15,70% những người có độ tuổi 18 và 15,20% là những người 65 tuổi hoặc già hơn.